# アイダ郡
アイダ郡 (あいだぐん、英: Ida County) は、アメリカ合衆国アイオワ州に位置する郡である。人口は7,837人（2000年）。郡庁所在地はアイダグローブである。

## 地理
アメリカ合衆国統計局によると、この郡は総面積1,119 km2 (432 mi2) である。このうち1,118 km2 (432 mi2) が陸地で1 km2 (1 mi2) が水地域である。総面積の0.12%が水地域となっている。

### 隣接する郡
- チェロキー郡  (北)
- サク郡  (東)
- クロウフォード郡  (南)
- ウッドベリー郡  (西)

## 人口動勢
2000年国勢調査で、この郡は人口7,837人、3,213世帯、及び2,184家族が暮らしている。人口密度は7/km2 (18/mi2) である。3/km2 (8/mi2) の平均的な密度に3,506軒の住宅が建っている。この郡の人種的な構成は白人99.02%、アフリカン・アメリカン0.10%、先住民0.06%、アジア0.24%、その他の人種0.15%、及び混血0.42%である。ここの人口の0.47%はヒスパニックまたはラテン系である。
この郡内の住民は25.50%が18歳未満の未成年、18歳以上24歳以下が6.10%、25歳以上44歳以下が24.00%、45歳以上64歳以下が22.70%、及び65歳以上が21.80%にわたっている。中央値年齢は42歳である。女性100人ごとに対して男性は93.90人である。18歳以上の女性100人ごとに対して男性は91.40人である。
この郡の世帯ごとの平均的な収入は34,805米ドルであり、家族ごとの平均的な収入は43,179米ドルである。男性は29,002米ドルに対して女性は19,417米ドルの平均的な収入がある。この郡の一人当たりの収入 (per capita income) は18,675米ドルである。人口の8.80%及び家族の5.70%は貧困線以下である。全人口のうち18歳未満の9.10%及び65歳以上の8.60%は貧困線以下の生活を送っている。

## 都市及び町
- アイダグローブ (Ida Grove)
- アーサー (Arthur)
- バトルクリーク (Battle Creek)
- ホルスタイン (Holstein)
- Galva

### 郡区
- バトル郡区
- ブレイン郡区
- コルウィン郡区
- ダグラス郡区
- ガルバ郡区
- ガーフィールド郡区
- グラント郡区
- グリッグス郡区
- ヘイズ郡区
- ローガン郡区
- メープル郡区
- シルバークリーク郡区